# Cryptostyloecia hexapuncta
Cryptostyloecia hexapuncta is een mosdiertjessoort uit de familie van de Ptilodictyidae. De wetenschappelijke naam van de soort is voor het eerst geldig gepubliceerd in 2009 door Ernst, Königshof & Schäfer.